# Expédition 66 (ISS)
Insigne de la mission
Équipage de l'expédition 66
Chronologie
Expédition 65  Expédition 67 
L'expédition 66 est le 66e roulement de l'équipage de l'ISS. La mission débute le 17 octobre 2021, avec le départ du Soyouz MS-18. Au début de la mission, l'équipage est composé de celui du SpaceX Crew-2. Elle se termine le 30 mars 2022 avec le départ du Soyouz MS-19.

## Équipage
| Position           | Octobre - novembre 2021                    | Novembre 2021 - Mars 2022                  |
| ------------------ | ------------------------------------------ | ------------------------------------------ |
| Commandant         | Thomas Pesquet, ESA 2e vol spatial         | Anton Chkaplerov, Roscosmos 4e vol spatial |
| Ingénieur de vol 1 | Piotr Doubrov, Roscosmos 1er vol spatial   | Piotr Doubrov, Roscosmos 1er vol spatial   |
| Ingénieur de vol 2 | Mark Vande Hei, NASA 2e vol spatial        | Mark Vande Hei, NASA 2e vol spatial        |
| Ingénieur de vol 3 | Shane Kimbrough, NASA 3e vol spatial       | Raja Chari, NASA 1er vol spatial           |
| Ingénieur de vol 4 | Megan McArthur, NASA 2e vol spatial        | Thomas Marshburn, NASA 3e vol spatial      |
| Ingénieur de vol 5 | Akihiko Hoshide, JAXA 3e vol spatial       | Kayla Barron, NASA 1er vol spatial         |
| Ingénieur de vol 6 | Anton Chkaplerov, Roscosmos 4e vol spatial | Matthias Maurer, ESA 1er vol spatial       |

## Déroulement
La mission commence le 17 octobre 2021 avec le départ du Soyouz MS-18. Thomas Pesquet est le commandant de l'ISS jusqu'au 6 novembre suivant quand il transmet cette responsabilité à Anton Chkaplerov. 
Le 8 novembre à 19 h 5 UTC, le vaisseau Crew Dragon Endeavour se sépare de l'ISS, emportant les quatre astronautes de la mission SpaceX Crew-2, avant d'entamer le retour vers la Terre. Trois personnes demeurent alors à bord de l'ISS, le commandant Chkaplerov, Piotr Doubrov et Mark Vande Hei.
L'équipage de la mission SpaceX Crew-3, composé des Américains Raja Chari, Thomas Marshburn et Kayla Barron, ainsi que de l'Allemand Matthias Maurer, de l'Agence spatiale européenne, arrive à bord du vaisseau Crew Dragon Endurance qui s'amarre au module Harmony le 11 novembre à 23 h 32 UTC. L'effectif présent à bord de l'ISS est alors de sept astronautes.
L'expédition se termine le 30 mars 2022 à 7 h 21 UTC avec le départ de l'ISS de Soyouz M-19 qui ramène sur Terre Chkaplerov, Doubrov et Vande Hei.